# Música da Líbia
A Líbia é um país do Norte da África. O mais populoso grupo étnico é o Árabe e vários tipos de música árabe são populares, tais como música andalusina, localmente conhecida como Maluf, Chabi e música clássica árabe.
A música clássica andaluza é um estilo de música árabe que se encontra em diferentes estilos em todo o Magrebe (Argélia, Marrocos e, em menor grau, na Tunísia e na Líbia sob a forma de estilo Ma'luf). Originou-se da música de Al-Andalus (Iberia muçulmana) entre os séculos IX e XV. Alguns de seus poemas foram compostos por autores como Al-Shushtari, Ibn al-Khatib e Al-Mu'tamid ibn Abbad.